# Seguretat nuclear passiva

Flux de refrigerant

La seguretat nuclear passiva és un enfocament de disseny de les característiques de seguretat, implementat en un reactor nuclear, que no requereix cap intervenció activa per part de l'operador ni retroalimentació elèctrica/electrònica per tal de portar el reactor a un estat d'aturada segura, en cas que d'un tipus particular d'emergència (generalment sobreescalfament resultant d'una pèrdua de refrigerant o pèrdua de flux de refrigerant). Aquestes característiques de disseny tendeixen a dependre de l'enginyeria dels components de manera que el seu comportament previst s'alentiria, en lloc d'accelerar el deteriorament de l'estat del reactor; normalment aprofiten forces o fenòmens naturals com la gravetat, la flotabilitat, les diferències de pressió, la conducció o la convecció de calor natural per complir funcions de seguretat sense requerir una font d'energia activa. Molts dissenys de reactors comuns més antics utilitzen sistemes de seguretat passius de manera limitada, més aviat depenen de sistemes de seguretat actius, com ara motors dièsel. Alguns dissenys de reactors més nous presenten sistemes més passius; la motivació és que són altament fiables i redueixen el cost associat a la instal·lació i manteniment de sistemes que d'altra manera requeririen múltiples trens d'equips i fonts d'alimentació redundants de classe de seguretat per aconseguir el mateix nivell de fiabilitat. Tanmateix, les forces motrius febles que alimenten moltes funcions de seguretat passiva poden suposar reptes importants per a l'eficàcia d'un sistema passiu, especialment a curt termini després d'un accident.

Sistema de refrigeració del nucli d'emergència passiu (ECCS): 1 - nucli del reactor 2 - varetes de seguretat 3 - Tub "calent" del bucle de refrigeració primari 4 - canonada "freda" del bucle de refrigeració primari 5 - escletxa caiguda 6 - càmera de mescla inferior 7 - Emmagatzematge d'aigua ECCS 8 - vàlvula de retenció 9 - generador de vapor 10 - explosió de la canonada del circuit de refrigeració primari 11 - bomba de refrigerant 12 - recipient a pressió del reactor

## Terminologia
"Seguretat passiva" descriu qualsevol mecanisme de seguretat l'activació del qual requereix poca o cap energia externa o control humà. Els dissenys moderns de reactors s'han centrat a augmentar el nombre de sistemes passius per mitigar el risc d'agreujar l'error humà.
Malgrat l'augment de la seguretat associada a una major cobertura per sistemes passius, tots els reactors nuclears a gran escala actuals requereixen sistemes tant externs (actius) com interns (passius). No hi ha reactors "passivament segurs", només sistemes i components. Els sistemes de seguretat s'utilitzen per mantenir el control de la planta si aquesta surt de les condicions normals en cas d'incidències o accidents operatius anticipats, mentre que els sistemes de control s'utilitzen per fer funcionar la planta en condicions normals. De vegades, un sistema combina les dues característiques. La seguretat passiva fa referència als components del sistema de seguretat, mentre que la seguretat inherent es refereix al procés del sistema de control independentment de la presència o absència de subsistemes específics de seguretat.
Un exemple de sistema de seguretat amb components de seguretat passiva és el recipient de contenció d'un reactor nuclear. Les parets de formigó i el revestiment d'acer del vaixell presenten seguretat passiva, però requereixen sistemes actius (vàlvules, bucles de retroalimentació, instrumentació externa, circuits de control, etc.) que requereixen energia externa i operació humana per funcionar.
L'Agència Internacional d'Energia Atòmica (OIEA) classifica el grau de "seguretat passiva" dels components de la categoria A a la D en funció de què no fa ús el sistema:
1. sense fluid de treball en moviment
2. cap part mecànica mòbil
3. sense entrades de senyal d'"intel·ligència"
4. sense entrada d'energia o forces externes

A la categoria A (1+2+3+4) hi ha el revestiment del combustible, la capa exterior protectora i no reactiva del pellet de combustible, que no utilitza cap de les característiques anteriors: sempre està tancat i manté el combustible i els productes de fissió a l'interior i no està obert abans d'arribar a la planta de reprocessament. A la categoria B (2+3+4) hi ha la línia de sobretensió, que connecta la cama calenta amb el pressuritzador i ajuda a controlar la pressió en el bucle primari d'un PWR i utilitza un fluid de treball en moviment per complir la seva missió. A la categoria C (3+4) es troba l'acumulador, que no necessita entrada de senyal d'"intel·ligència" ni potència externa. Un cop la pressió al circuit primari baixa per sota del punt de consigna de les vàlvules acumuladores amb molla, les vàlvules s'obren i s'injecta aigua al circuit primari mitjançant nitrogen comprimit. A la categoria D (només 4) es troba el SCRAM que utilitza fluids de treball en moviment, peces mecàniques mòbils i entrades de senyal d'"intel·ligència", però no potència o forces externes: les barres de control cauen impulsades per la gravetat un cop s'han alliberat de la seva pinça magnètica. Però l'enginyeria de seguretat nuclear mai és tan senzilla: un cop alliberada, és possible que la vareta no compleixi la seva missió: pot quedar-se encallada a causa de les condicions del terratrèmol o de les estructures del nucli deformades. Això demostra que, tot i que és un sistema passiument segur i s'ha activat correctament, pot ser que no compleixi la seva missió. Els enginyers nuclears ho han tingut en compte: normalment només calen una part de les barres caigudes per apagar el reactor. Es poden trobar mostres de sistemes de seguretat amb components de seguretat passiva en gairebé totes les centrals nuclears: la contenció, els hidroacumuladors en els PWR o els sistemes de supressió de pressió en els BWR.
Les propietats de resposta del reactor nuclear, com ara el coeficient de reactivitat de temperatura i el coeficient de reactivitat del buit, solen referir-se a la resposta termodinàmica i de canvi de fase del procés de transferència de calor del moderador de neutrons respectivament. Es diu que els reactors el procés de transferència de calor dels quals té la propietat operativa d'un coeficient de reactivitat de buit negatiu tenen una característica inherent del procés de seguretat. Un mode de fallada operativa podria alterar el procés per fer que aquest reactor sigui insegur.
Els reactors podrien estar equipats amb un component del sistema de seguretat hidràulic que augmenta la pressió d'entrada del refrigerant (especialment l'aigua) en resposta a l'augment de la pressió de sortida del moderador i del refrigerant sense intervenció del sistema de control. Aquests reactors es descriurien com equipats amb un component de seguretat passiu que podria, si es dissenya així, generar en un reactor un coeficient de reactivitat de buit negatiu, independentment de la propietat operativa del reactor en què estigui instal·lat. La funció només funcionaria si respongués més ràpidament que un buit emergent (de vapor) i els components del reactor poguessin mantenir l'augment de la pressió del refrigerant. Un reactor equipat amb les dues característiques de seguretat, si està dissenyat per interactuar constructivament, és un exemple d'enclavament de seguretat. Els modes de fallada operacional més rars podrien fer inútils aquestes dues característiques de seguretat i disminuir la seguretat relativa general del reactor.